# Jomsom
Jomsom (trl. Jomosom, trb. Dźomosom) – gaun wikas samiti w zachodniej części Nepalu w strefie Dhawalagiri w dystrykcie Mustang. Według nepalskiego spisu powszechnego z 2001 roku liczył on 429 gospodarstw domowych i 1698 mieszkańców (734 kobiet i 964 mężczyzn).